# El Gitano
El Gitano est un roman d'aventure d'Eugène Sue. Il paraît en quatre feuilletons dans le journal La Mode, en 1830, avant d'être publié en volume.

## Résumé
Le roman se déroule en Andalousie. À Santa-Maria, la venue du contrebandier El Gitano est annoncée par des villageois à différents endroits de la côte. La population est en effervescence et les autorités rêvent d'attraper et d'éliminer celui qu'on surnomme le Maudit.
Une course de taureaux a été organisée dans la ville. Rosita, une jeune et belle vierge qui doit rentrer dans les ordres y assiste. Dans l'arène, le taureau se montre particulièrement vaillant et parvient même à tuer le chulillo et le matador sous les acclamations de la foule. C'est alors qu'un cavalier entre dans l'arène à cheval et, après quelques passes, contre toutes les règles de la corrida, abat le taureau d'une balle. Il s'approche de la belle Rosita et lui dédie la victoire (on apprendra par la suite qu'elle est tombée amoureuse du Gitano). Il déclare ensuite à la foule qu'il est le Gitano. Il profite de la panique que cette annonce a suscitée pour s'enfuir à cheval puis en bateau.
Le bateau du Gitano transporte de la marchandise de contrebande qui vient d'un monastère. Un moine est sur le bateau pour attester de la 
validité de la marchandise. Il se répand en injures sur le réprouvé Gitano. Ils accostent finalement et retrouvent des habitants de Santa-Maria qui doivent prendre en charge la marchandise. Malgré les fausses informations transmises sur le lieu où devait aborder le bateau, la douane apparaît au loin. Les contrebandiers ont été trahis par un homme que le Gitano s'est chargé de tuer. Les douaniers approchent et les villageois ainsi que le moine sont effrayés. Certains se font abattre de loin. Le moine supplie le Gitano de l'amener avec lui par la passe secrète qu'il est censé connaître. Le Gitano se moque de lui et lui demande d'invoquer Satan, ce que le moine effrayé finit par faire. Il éclate alors de rire et rejoint à la nage son bateau, tandis que le moine et les autres se font tuer sur la plage.
Deux navires des autorités sont partis à la poursuite du Gitano. La mer est mauvaise et la plupart des marins sont en train de se confesser à bord. Un des navires finit par heurter violemment l'autre ce qui entraine son naufrage. Tous les marins du vaisseau meurent noyés, jusqu'à deux frères qui se battent à mort pour s'accrocher au plus haut du mât. Le navire restant, commandé par le capitaine Massaero, finit par apercevoir ce qui semble être le navire du Gitano. Mais lâche comme ses hommes, il hésite à s'approcher de peur d'être attaqué au canon. Sur une suggestion de son lieutenant Iago, Massaero l'envoie aborder sur une chaloupe le navire des contrebandiers. Iago est navré et effrayé de devoir risquer sa vie. Malgré leur peur, Iago et quelques hommes finissent par accoster le navire du Gitano. Ils n'y trouvent personne mais entendent un cri dans la cale. Sur ordre de Iago, ils ouvrent le feu, avant de découvrir qu'ils viennent de tuer un bœuf. Iago revient sur le navire de Massaero et prétend dans un récit grandiloquent qu'ils ont tué tous les contrebandiers, et en particulier le terrible Gitano. Encore effrayé au point de ne pas aller oser vérifier ces dires, Massaero fait couler le navire à coups de canon.
C'est alors que le Gitano décide de jouer un tour au contrebandier. Le vaisseau qu'il avait laissé n'était qu'un leurre pour tromper les autorités. Le Gitano se trouve en réalité avec ses hommes sur un autre navire. Alors qu'il est en train de raconter son passé douloureux à son ami et lieutenant Fasillo, il entend la canonnade. Dans une lumière rouge éclatante due au bateau en flammes, il se dirige vers le navire des autorités, créant ainsi une image fantastique de son arrivée. Il s'adresse alors à l'équipage terrorisé pour leur dire qu'il n'est pas mort et pour qu'il répande cette nouvelle sur la côte. Son but est d'effrayer la population et les autorités, de manière à éviter toute nouvelle poursuite. Pour leur faire comprendre que ce n'est pas un rêve, il fait briser leur mât à coup de canon, tandis que Fasillo tire une balle dans la jambe du capitaine.
Avant de quitter l'Espagne, le Gitano a convenu d'un rendez-vous secret dans les jardins du couvent avec Rosita. Après leur entrevue amoureuse, alors qu'il s'apprête à partir par une échelle de corde, celle-ci est tranchée. Ses allées et venues avaient été remarquées depuis quelques jours et un guet-apens lui avait été tendu. Blessé, le Gitano ne peut s'échapper et est capturé. Rosita est saisie par le malheur de son amant et par ce qui risque de lui arriver (torturée comme une autre sœur fautive du couvent) et finit par tomber morte.
Le Gitano a été jugé et condamné à mort. Selon la tradition, les trois jours précédant son exécution, il est emprisonné dans une chapelle pour faire pénitence. Il est accompagné de son bourreau et peut être vu à travers les barreaux par la population. Le Gitano reçoit la visite d'un prêtre mais refuse la confession. Alors qu'un notable voulait se moquer de sa situation, le Gitano l'humilie en prétendant avoir eu une liaison avec sa femme. Même au seuil de la mort, le Gitano garde sa fierté et son panache. Deux moines demandent ensuite à parler à parler au prisonnier. Reconnaissant parmi eux son ami Fasillo, le Gitano accepte. Il s'agit de leur dernier entretien. Fausillo est très ému. Par fidélité et amour pour son capitaine, projette de le venger et de se suicider après son exécution. Le Gitano lui interdit, lui demandant simplement de partir et d'essayer d'être heureux. Une fois Fasillo parti, le Gitano médite seul dans sa prison, arrivant à cette conclusion qu'il ne peut croire à l'éternité.
Le jour de l'exécution, la foule (parmi laquelle se trouve Fausillo) exprime toute sa haine pour le Gitano qu'elle juge impie et damné. Alors que le condamné devait mourir étranglé, la foule fanatisée demande en plus de cela le châtiment du poing, réservé aux infidèles. Le bourreau demande à être payé un supplément et tranche la main du Gitano sous les bravos de la foule. Fausillo s'esquive en emportant la main de son ami. Le Gitano est ensuite étranglé avec un collier de fer et son cadavre est jeté à la voirie et dévoré par les chiens.
Quelque temps après, Fausillo se rend à Tanger pour exercer sa vengeance. Grâce à un sachet couvert d'emblèmes hiéroglyphiques d'un très grand prix, il obtient d'un vieux Juif de récupérer une certaine marchandise qu'il tient cachée. Horrifié mais désireux d'avoir le sachet, le Juif accepte. Sa marchandise est en fait composée de vêtements précieux venus d'Orient mais contaminés par la peste. Fausillo débarque sa marchandise infectée sur les côtes, non loin de Santa-Maria. La population s'empare des vêtements et la peste se répand très vite dans la région. Près de trente mille personnes meurent de la peste. On ne sait ce que devient Fausillo et son équipage mais ils sont probablement morts aussi de la peste.

## Un personnage romantique
El Gitano reprend la figure du réprouvé, en butte à l'hostilité de la société, qu'on pouvait déjà retrouver dans Le Corsaire
de Byron. Dans le récit, le personnage brille constamment par son panache. Il fait preuve d'intelligence, de courage et de sang-froid dans toutes ses actions. Son attachement profond pour ses proches (Rosita, Fausillo…) est la marque de sa sensibilité masquée. Il peut aussi faire preuve d'un humour cinglant et ridiculise tour à tour les traditions de la corrida, les douaniers lâches et superstitieux, les moines corrompus et les grands seigneurs cocus. Sa valeur contraste de manière générale avec la lâcheté ou la bêtise des hommes qui le haïssent.
Mais le personnage a aussi une grande part d'ombre : il a commis plusieurs crimes terribles (notamment en tuant sa propre sœur pour lui éviter le déshonneur d'une humiliation publique), il laisse mourir sans pitié les villageois et le moine sur la plage, il peut même être considéré comme à l'origine de l'extermination finale puisque c'est lui qui fournit à Fausillo le moyen d'être maître du Juif de Tanger. Complètement affranchi de la morale de cette société qu'il méprise, Gitano possède des traits profondément inquiétants.
Son existence faite d'errance est également marquée par le sceau du malheur : son père est tué par un Chrétien alors qu'il était enfant, sa sœur est déshonorée et tuée de sa propre main, il est trahi et moqué par la première femme qu'il a aimée… Le Gitano est donc un être blasé qui ne trouve plus de goût à la vie qu'il mène. Ses dernières paroles sont d'ailleurs mélancoliques puisque, la veille de son exécution, il exprime à Fausillo ses regrets sur le cours qu'a pris sa vie, rêvant d'une existence qui fut plus simple et heureuse s'il avait rencontré plus tôt Rosita et Fausillo. On y retrouve cette idée romantique de la vie gâchée, de l'homme noble inadapté à la société médiocre qui l'entoure.
Sa personnalité, son existence et sa fin misérable en font un personnage tragique. L'un de ses traits originaux qui renforce cet aspect est son mépris de la religion et son absence de foi. La veille de son exécution, malgré l’imminence de sa mort, il ne peut se persuader de l'existence de Dieu et d'un salut.

## Une critique de la religion
El Gitano n'est pas qu'un simple roman d'aventure. L'un de ses traits les plus originaux est la satire très vive de la religion
qu'on y retrouve. La critique porte plus précisément sur l'hypocrisie religieuse, la superstition et le fanatisme. 

### Des religieux hypocrites
Les religieux sont ainsi dépeints de manière très négative (si l'on excepte le prêtre qui assiste le Gitano au moment de sa mort). Leurs vices véritables contrastent avec les valeurs qu'ils professent publiquement.
Un évêque fournit secrètement de la marchandise de contrebande au Gitano ; il bafoue délibérément les lois par cupidité, tout en cherchant à conserver une image d'intégrité.
Le moine qui accompagne le Gitano sur son navire ne cesse de lui donner des leçons de morale et de vertu, jusqu'à ce que la peur de mourir l'amène à s'humilier devant le Gitano et à invoquer Satan. Le moine qui veut confesser le Gitano insiste en réalité parce qu'il voudrait que l'honneur d'une telle conversion retombe sur son ordre.
Les femmes du couvent où se retrouve Rosita ont torturé pendant trois ans une religieuse qui avait vainement tenté de s'échapper avec son amant. Chaque jour, elles l'ont battue, privée de nourriture et de sommeil, fait coucher sur un lit de pierres aiguës, lui ont jeté des animaux immondes dans sa cellule

### Une population superstitieuse et fanatique
L'influence néfaste de la religion se retrouve également dans la population elle-même. Eugène Sue se moque de ces habitants très superstitieux qui assimilent fréquemment le Gitano à un Damné et même au diable. Les douaniers sont ainsi effrayés quand apparaît le Gitano qu'ils croient sorti tout droit des Enfers ; dans son faux récit de sa victoire, Iago décrit le Gitano comme un être immense et monstrueux (barbe et cheveux rouges, dents comme des défenses de sanglier…) ; lors de l'exécution, on prétend que le Gitano n'a pu s'échapper parce ses chaînes ont été couvertes d'eau bénite...
Sue critique plus vivement encore le fanatisme de la population. Intolérante et portée par ce qu'elle estime être juste, elle commet plusieurs actes barbares. Ainsi, avant l'exécution du Gitano, elle massacre un homme suspecté d'être Franc-maçon et est tout près de faire la même chose  à un bourgeois qui ne croit pas que le Gitano soit le Diable ; elle réclame un châtiment humiliant supplémentaire contre le Gitano parce qu'il est Infidèle. La critique du fanatisme n'est pas réservée aux Chrétiens puisque les Musulmans d'Alexandrie sont montrés tout autant barbares quand ils projettent de faire subir une humiliation terrible à la sœur déshonorée du Gitano : promenée nue dans la ville, couverte d'injures et de coups.
De manière générale, c'est en fait l'hypocrisie et l'obscurantisme de toute une population qui sont critiquées par Eugène Sue. Il retranscrit là le climat d'une Espagne encore en proie au fanatisme et à l'Inquisition. Ne jurant dans le roman que par Dieu et la vertu, les habitants se comportent de manière indigne, voire parfois inhumaine. C'est d'ailleurs leurs vices, leur cupidité, qui amènent leur mort.